# The Best of Sammy Hagar
The Best of Sammy Hagar è una raccolta di Sammy Hagar, pubblicata dalla Capitol Records nel 1992.

## Tracce
1. Red – 4:57 – (John Carter/Sammy Hagar)
2. (Sittin' on) the Dock of the Bay – 3:02 – (Steve Cropper/Otis Redding)
3. I've Done Everything for You – 3:25 – (Sammy Hagar)
4. Rock 'N' Roll Weekend – 3:43 – (Sammy Hagar)
5. Cruisin' & Boozin' – 3:07 – (Sammy Hagar)
6. Turn Up the Music – 5:46 – (John Carter/Sammy Hagar)
7. Reckless – 3:34 – (Sammy Hagar)
8. Trans Am (Highway Wonderland) – 3:31 – (Sammy Hagar)
9. Love or Money – 3:57 – (Sammy Hagar)
10. This Planet's on Fire (Burn in Hell) – 4:36 – (Sammy Hagar)
11. Plain Jane – 3:48 – (Sammy Hagar)
12. Bad Reputation – 3:32 – (Sammy Hagar)
13. Bad Motor Scooter – 7:07 – (Sammy Hagar)
14. You Make Me Crazy – 2:45 – (Sammy Hagar)